# نهائي كأس أوروبا 1987
نهائي كأس أوروبا 1987 هي مباراة كرة قدم أقيمت في ملعب بريتر، فيينا، في 27 مايو 1987، والتي شهدت فوز بورتو البرتغالي على بايرن ميونيخ من ألمانيا الغربية بنتيجة 2-1. خسر فريق بايرن المباراة بعد تلقيه أهدافًا في آخر الدقائق، نفس الشيء تكرر بعد 12 في نهائي دوري أبطال أوروبا 1999 ضد مانشستر يونايتد.

## المباراة

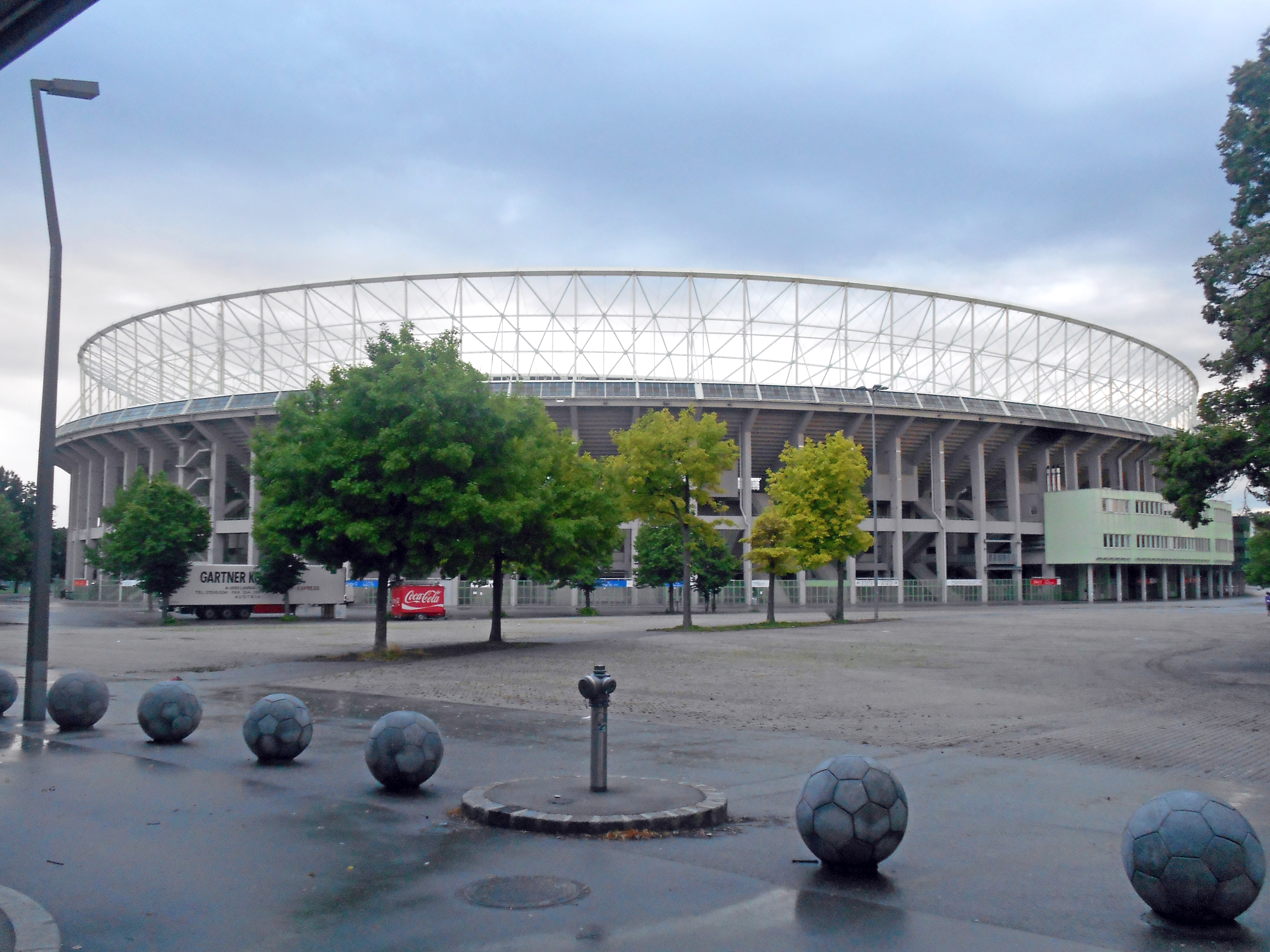
ملعب إرنست هابل الذي إستضاف المباراة النهائية بين بايرن ميونخ و بورتو

### التفاصيل
| بايرن ميونخ | 1–2   | بورتو                |
| ----------- | ----- | -------------------- |
| كوجل 25'    | تقرير | ماجر 77' · جواري 80' |